# Boarmia ectropodes
Boarmia ectropodes là một loài bướm đêm trong họ Geometridae.